# Teodoro Schmidt
Teodoro Schmidt este un târg și comună din provincia Cautín, regiunea La Araucanía, Chile, cu o populație de 14.536 locuitori (2012) și o suprafață de 649,9 km2.